# Dasyvalgus niger
Dasyvalgus niger är en skalbaggsart som beskrevs av Ernst Gustav Kraatz 1883. Dasyvalgus niger ingår i släktet Dasyvalgus och familjen Cetoniidae. Inga underarter finns listade i Catalogue of Life.